# Sarah Schleper
Sarah Kathryn Schleper-de Gaxiola, ameriško-mehiška alpska smučarka, * 19. februar 1979, Glenwood Springs, Colorado, ZDA.
Nastopila je na štirih olimpijskih igrah, najboljšo uvrstitev je dosegla leta 2006 z desetim mestom v slalomu. Na svetovnih prvenstvih je nastopila sedemkrat, v zadnjih dveh nastopih za Mehiko. Najboljšo uvrstitev je dosegla leta 2007 s sedmim mestom v slalomu. V svetovnem pokalu je tekmovala dvajset sezone med letoma 1995 in 2015 ter dosegla eno zmago in še tri uvrstitve na stopničke. V skupnem seštevku svetovnega pokala je bila najvišje na sedemnajstem mestu v letih 2004 in 2005, ko je bila tudi peta slalomskem seštevku.